# Stația de metrou Deák Ferenc tér (Budapesta)
 Deák Ferenc tér este o stație de metrou situată pe magistrala M1 (Millennium) din Budapesta. Stația a fost extinsă odată cu darea în exploatare a liniilor M2 și M3, care au devenit operaționale în 1970, respectiv 1976, făcând din Deák Ferenc tér cel mai important nod de transport public din oraș. Este singura stație comună pentru toate liniile de metrou (M1, M2, M3) din Budapesta.
Fiecare linie este servită de platforma ei proprie, în timp ce punctul de oprire a liniilor M2 și M3 sunt alcătuite dintr-un peron insulă central.

## Timpi de parcurs
| Linia | Stația          | Timpul de parcurs |
| M1    | Vörösmarty tér  | 1 min             |
| M1    | Mexikói út      | 10 min            |
| M2    | Déli pályaudvar | 6 min             |
| M2    | Örs vezér tere  | 12 min            |
| M3    | Kőbánya-Kispest | 16 min            |
| M3    | Újpest-központ  | 14 min            |